# Gregório de Sousa

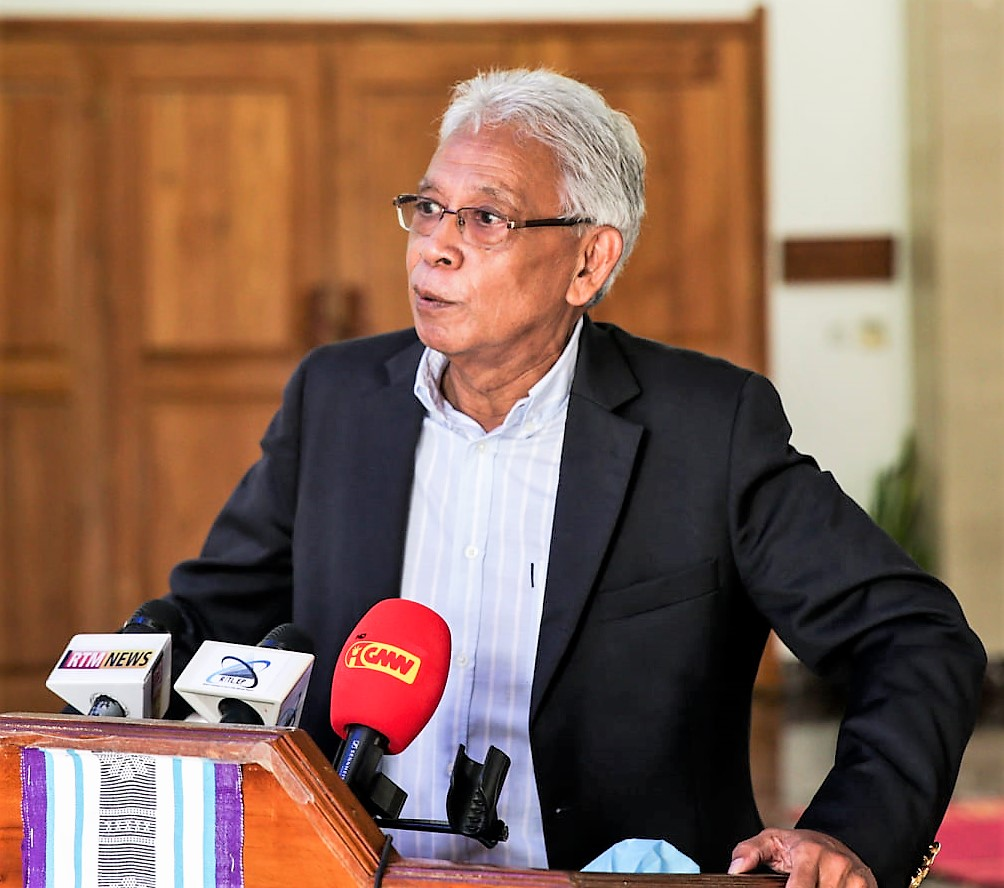
Gregório de Sousa (2021)

Gregório José da Conceição Ferreira de Sousa (* 9. Dezember 1956 ?) ist ein osttimoresischer Politiker und Diplomat. Er ist Mitglied der FRETILIN.

## Werdegang
Sousa hat einen Abschluss in Internationalen Beziehungen und Diplomatie. 10 Jahre lang lebte er in Angola und Portugal und 20 Jahre in Mosambik, wo zahlreiche Osttimoresen Zuflucht nach der Invasion durch Indonesien 1975 suchten. Im Jahre 2000 kehrte Sousa nach Osttimor zurück, wo er unter Marí Alkatiri zunächst im Wirtschaftsministerium arbeitete.
Vom 30. September 2001 bis zum 8. August 2007 war Sousa Staatssekretär für den Ministerrat und damit sowohl in der Übergangsregierung unter der Verwaltung der Vereinten Nationen, als auch unter den ersten drei Premierministern des unabhängigen Osttimors im Amt. In der neuen Regierung wurde Sousa nach der Wahlniederlage der FRETILIN von Ágio Pereira (CNRT) abgelöst. Sousa übernahm im selben Jahr die Funktionen des Kabinettschefs und des Leiters (Chefe da Casa Civil) des zivilen Stabes von Staatspräsident José Ramos-Horta. In dem Amt blieb er bis zum Ende der Legislaturperiode 2012.
Am 13. Mai 2014 wurde Gregório de Sousa zum neuen Botschafter Osttimors in Brasilien ernannt und folgte damit Domingos Francisco de Sousa. Am 13. August 2019 folgte ihm Olímpio Branco als Botschafter in Brasilien. Sousa wurde am 13. August 2021 zum Botschafter in Südkorea ernannt. Seine Akkreditierung übergab Sousa an Präsident Moon Jae-in am 4. Februar 2022.

## Auszeichnungen
- Ordem de Timor-Leste (Medaille 2012)[6]